# Emer Kennyová
Emer Gwynne Morganna Kennyová (* 10. října 1989 Haringey) je britská herečka a scenáristka.

## Kariéra
Kennyová započala svou profesionální kariéru v roce 2007 v dramatu televizní stanice BBC s názvem Coming Down the Mountain V roce 2009 se poprvé objevila ve filmu Zabijáci lesbických upírek od Phila Claydona. Zahrála si také roli Kate v improvizačním díle (BBC) zvaném Freefall, které napsal a zrežíroval Dominic Savage. Toto dílo bylo uvedeno v roce 2009. V lednu 2010 začala natáčet svou roli v EastEnders: E20 a jako Zsa Zsa Carter i v samotném EastEnders. Kennyová byla vybrána do role Zsa Zsa poté, co napsala druhou epizodu pro EastEnders: E20. Druhá řada EastEnders: E20 byla ohlášena v dubnu 2010, přičemž se Kennyová vrátila jako scenáristka, ačkoli bylo následující měsíc oznámeno, že postava Zsa Zsa bude ze seriálu vyřazena. Kennyová se totiž chtěla věnovat jiným hereckým příležitostem. Naposledy se v seriálu objevila 30. září 2010.
V roce 2010 byla namalována Rolfem Harrisem jako Titania ze Shakespearovy hry Sen noci svatojánské. Bylo to pro edici televize BBC - Arena ("Rolf Harris Paints His Dream").
V roce 2011 napsala scénář k epizodám třetí řady seriálu EastEnders: E20 a byla vybrána jako nejmladší scenáristka pro BBC Writers Academy, kde trénovala psaní scénářů pro pořady jako například EastEnders, Casualty, Holby City a Doctors. První epizoda, kterou napsala pro EastEnders měla premiéru 8. května 2012.
Objevila se ve druhé řadě komediálního drama Beaver Falls, televize E4, jako Hope. Tato řada se začala vysílat začátkem srpna 2012 a skončila na začátku září 2012. 22. září 2012 bylo oznámeno, že se pořad nebude nadále vysílat.
V roce 2011 byla obsazena jako Danielle Reevesová do BBC Three dramatu Pramface, kde hrála po boku své kolegyně z Beaver Falls, Scarlett Johnsonové. První díl byl odvysílán koncem února 2012. Po úspěchu první řady se televize BBC rozhodla natočit druhou řadu a to ještě před odvysíláním celé první řady. Svou roli hrála i v druhé řadě, která se začala vysílat začátkem roku 2013 a podruhé ji BBC One uvedlo během léta 2013. Zahrála si i ve třetí řadě, která měla premiéru koncem února 2014.
Po boku Matthewa Crosbyho, Bena Clarka a Toma Parryho si zahrála v první řadě sitcomu Badults (BBC Three), který se vysílal v létě roku 2013. Byla oznámena i druhá řada, ale v ní se Kennyová již neobjevila.
V roce 2016 pracovala jako scenáristka irského dramatu Red Rock. Jednalo se o několik dílů. Od roku 2017 ztvárňuje roli Penelope "Bunty" Windermereové v seriálu BBC TV Otec Brown.

## Osobní život
Kennyová má irské a velšské předky. V roce 2016 se provdala za televizního moderátora Ricka Edwardse.

## Filmografie
| Rok         | Název                      | Role                           | Poznámky                               |
| ----------- | -------------------------- | ------------------------------ | -------------------------------------- |
| 2007        | Coming Down the Mountain   | Gail                           |                                        |
| 2009        | Freefall                   | Kate                           |                                        |
| 2009        | Zabijáci lesbických upírek | Rebecca                        | Film                                   |
| 2010        | EastEnders                 | Zsa Zsa Carterová              | 56 epizod                              |
| 2010        | EastEnders: E20            | Zsa Zsa Carterová              | 1. řada, 12 epizod 2. řada, 1. epizoda |
| 2011        | Eric and Ernie             | Joan Bartlettová               | Televizní film                         |
| 2012- 2014  | Pramface                   | Danielle Reevesová             |                                        |
| 2012        | Beaver Falls               | Hope                           | 2. řada                                |
| 2013        | Badults                    | Rachel                         | 1. řada                                |
| 2014        | Siblings                   | Izzy                           | 1. řada, 4. epizoda                    |
| 2017- dosud | Otec Brown                 | Penelope "Bunty" Windermereová | Hlavní role                            |
| 2020        | Hraběnka                   | Rachel                         | 1. řada, 3. epizoda                    |

| Rok       | Název           | Epizody                                                                                    |
| --------- | --------------- | ------------------------------------------------------------------------------------------ |
| 2010-2011 | EastEnders: E20 | 1. řada, 2. epizoda 2. řada, 1. epizoda 3. řada, 3. epizoda                                |
| 2012-2014 | EastEnders      | Epizoda 4423 (8. května 2012) Epizoda 4724 (7. října 2013) Epizoda 4883 (3. července 2014) |
| 2012      | Doctors         | "A Lighter Note" (10. října 2012)                                                          |
| 2012      | Holby City      | "After the Party" (27. listopadu 2012)                                                     |
| 2016      | Red Rock        | Epizoda 3.5                                                                                |
| 2018      | Harlots         | Epizoda 2.4                                                                                |
| 2020      | Save Me         | Epizoda 2.3                                                                                |